# Consorophylax piemontanus
Consorophylax piemontanus är en nattsländeart som beskrevs av Douglas E. Kimmins och Lazar Botosaneanu 1967. Consorophylax piemontanus ingår i släktet Consorophylax och familjen husmasknattsländor. Inga underarter finns listade i Catalogue of Life.